# Битва під Хухрою
Битва під Хухрою (12 — 13 червня 1668 року) — битва між козацько-татарським військом на чолі з гетьманом П. Дорошенком і Алша-мурзою та московським військом воєводи Гр. Ромодановського під час московсько-української війни 1668-1669 років. У серії військових зіткнень козаки та татари примусили царські сили до відступу, проте не змогли завдати супротивнику рішучої поразки.

## Передісторія
Наприкінці січня — на початку лютого 1668 року розпочалась війна між урядом гетьмана Ів. Брюховецького та Московським царством. Гетьман і козацька старшина Лівобережної України, обурені Андрусівським перемир’ям 1667 року між Москвою та Варшавою, що закріплювало поділ Гетьманщини по Дніпру, та погіршенням соціально-економічного становища козацтва внаслідок реалізації Московських статтей 1665 року, на раді у Гадячі 19 січня вирішили порвати з московським підданством і просити протекції у султана Османської імперії. Іван Брюховецький також почав перемови із правобережним гетьманом Петром Дорошенком і кримським ханом Аділь-Ґераєм про військову допомогу.
У лютому 1668 року лівобережні козаки за підтримки запорожців атакували московські залоги, що були розміщені у 15-ти найбільших містах. У десяти лівобережних містах — Гадячі (тодішня столиця), Полтаві, Батурині, Сосниці, Глухові, Миргороді, Прилуках, Стародубі, Новгороді-Сіверському та Лубнах — царські гарнізони вдалося знищити або роззброїти. У Києві, Переяславі, Ніжині, Чернігові та Острі московські залоги встояли, почалась їхня облога козаками (окрім Києва, що не був охоплений повстанням).
Паралельно на Слобожанщині повстання підняв харківський полковник Іван Сірко. Його козакам вдалося звільнити низку міст, але Суми та Харків встояли і до середини березня повстання вщухло.
У середині лютого московський володар  Олексій Михайлович видав указ про збір війська для масштабного походу на Лівобережну Україну. Згідно з московським планом, Бєлгородський полк воєводи князя Григорія Ромодановського мав наступати на Полтаву, відрізавши Брюховецького від Запоріжжя та союзного Кримського ханства. Смоленський полк воєводи Костянтина Щербатова наступав з півночі — на Стародуб і Новгород-Сіверський. Севський (Великий) полк воєводи Петра Долгорукова мав захопити Глухів і рухатися далі вглиб території Ніжинського полку.

## Облога Котельви
30 березня військо Гр. Ромодановського вторглося на територію Гетьманщини та обложило Котельву — прикордонне сотенне місто. Там зосередилися значні козацькі сили — Гадяцький полк на чолі з полковником Семеном Остренком, частина Полтавського полку з наказним полковником Іваном Бугаєм і кількасот запорожців — загалом до 5 тисяч вояків. Ромодановський не міг продовжувати наступ на Полтаву, залишивши такі сили у себе в тилу.
Облога Котельви царськими військами затягнулася. Козаки вміло боронилися та регулярно здійснювали вилазки проти московського війська. На початку травня московська розвідка доносила, що в обложених закінчується фураж для худоби та коней, але решти запасів вистачить ще надовго.

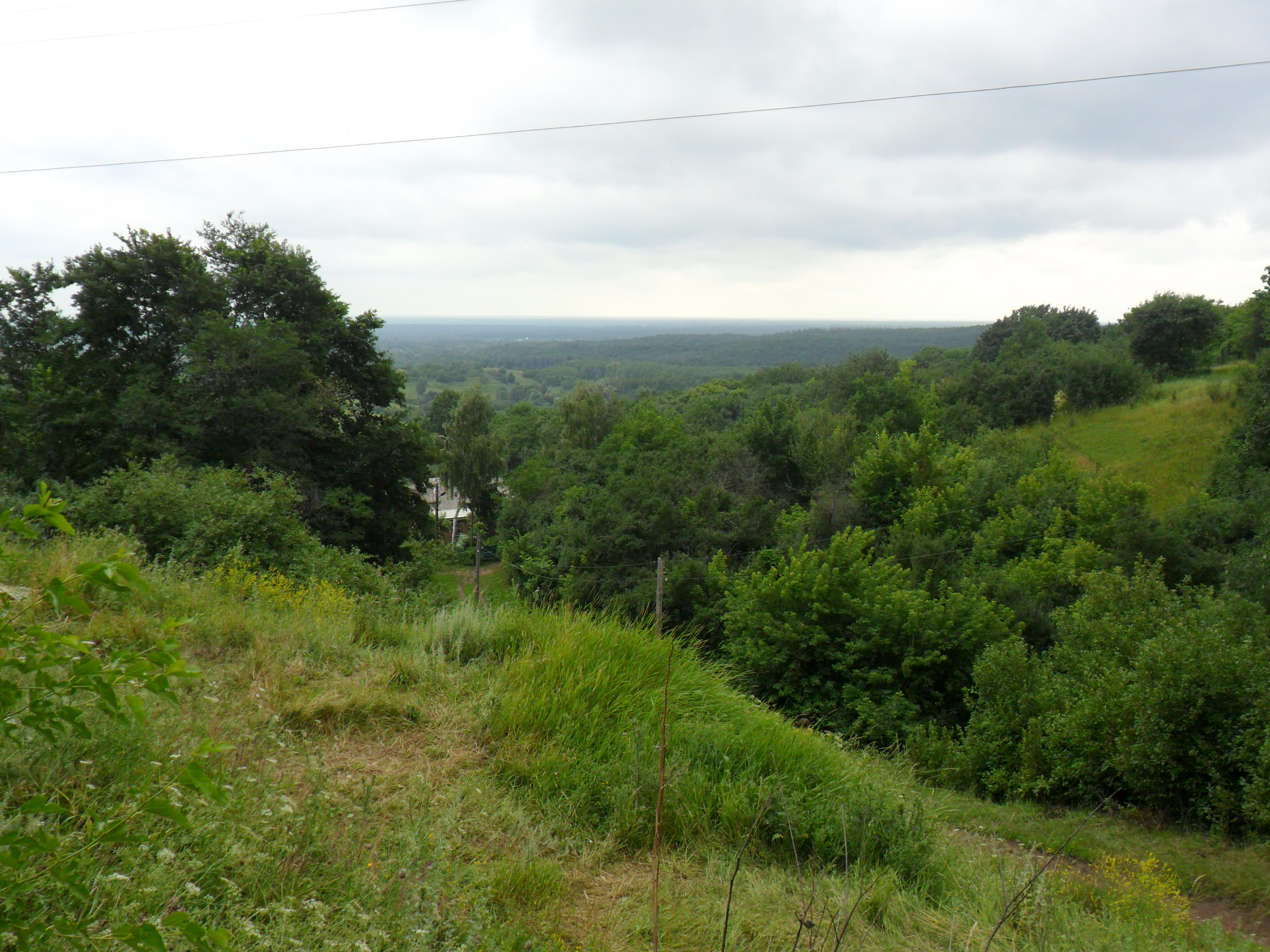
Пейзаж в Опішні. Сучасний вигляд

Тим часом, в Опішні за 15 верст від Котельви почали збиратися козацькі сили для деблокади міста. Кошовий отаман Ів. Білковський та полтавський полковник К. Кублицький наприкінці травня привели до Опішні 4 тисячі козаків. Гетьман Ів. Брюховецький у цей час стояв у Гадячі, очікуючи підходу кримських татар.
31 травня Гр. Ромодановський отримав звістку, що татари переправляються через Ворсклу, а правобережний гетьман П. Дорошенко — з військом переправляється через Дніпро. 2 червня гетьман Брюховецький виступив із Гадяча на з’єднання з кримськими татарами.
7 червня війська Дорошенка та Брюховецького стали двома таборами на Сербиному полі біля Диканьки. Мала відбутися спільна генеральна рада, але перед її початком Брюховецького заарештували правобережні козаки та привели до табору Дорошенка. 8 червня над лівобережним гетьманом зчинили самосуд, а Петра Дорошенка проголосили гетьманом «обох сторін Дніпра».
10 червня козацько-татарське військо на чолі з Дорошенком та Алша-мурзою виступило із Великих Будищ у напрямку Котельви — щоб деблокувати місто.

## Сили сторін

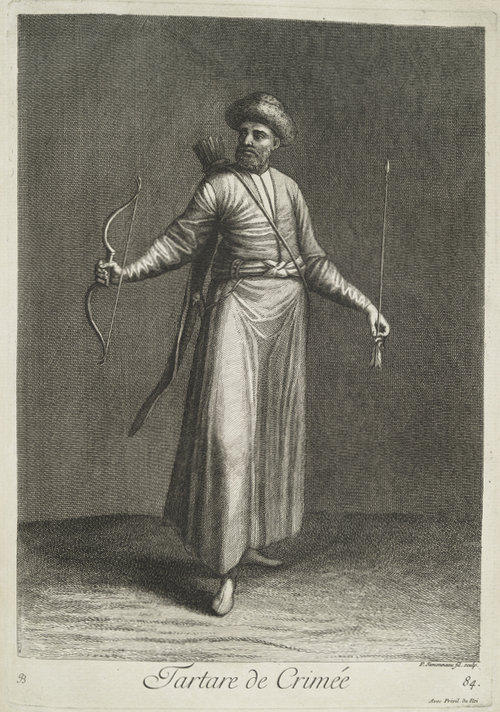
Кримський татарин. Малюнок 1707 року

Згідно з московськими донесеннями, під булавою П. Дорошенка зібралося 5 лівобережних і 7 правобережних полків. Це — Переяславський полк Р. Дмитрашка-Райчі, Прилуцький полк Ів. Щербини, Лубенський полк наказного полковника Уст. Лещенка, Полтавський полк К. Кублицького, частина Ніжинського полку на чолі з наказним полковником М. Шендюхом, Чигиринський полк Андр. Дорошенка, Корсунський полк Гн. Уляновського, Черкаський полк Як. Головченка, Канівський полк Як. Лизогуба, Торговицький полк Ст. Щербини, Уманський полк М. Ханенка, Білоцерківський полк Ст. Бутенка. Сердюками командував полковник Дм. Серденя.
Татари, що потрапили в полон до московитів, свідчили, що у гетьмана було 10 тисяч кінних козаків і 8 тисяч піхоти. За іншими даними — козацьке військо налічувало понад 20 тисяч.
Татарське військо очолював Алша-мурза Ширінський (Олша, Алі-шах), племінник Ширін-Бея — голови знатного кримськотатарського роду Ширін. Під його командою перебувало 9 мурз. У джерелах згадуються Муратша-мурза із ногайського роду Мансурів і Салман (Салмаша) із роду Аргін.
Московські донесення найчастіше обчислюють чисельність татарського війська у 22 тисячі. Сучасний російський історик Іг. Бабулін вважає, що татар було не більше 15 тисяч, зважаючи, що кримський хан не брав участь у поході.
Польський хроніст Й. Єрлич оцінював чисельність козаків П. Дорошенка у 40 тисяч, татар — у 60 тисяч.
Бєлгородський полк Гр. Ромодановського на початку 1668 року, згідно з воєводськими звітами, налічував 14 506 ратників. Під командою князя також було 5 390 слобідських козаків. Згідно з дослідженням російського історика Іг. Бабуліна, під Котельву воєвода виступив не з усім полком, а мав приблизно 9 тисяч вояків. Це, зокрема — 5 050 рейтарів і копійників під командуванням князя Юр. Барятинського, 1 755 солдатів «нового строю» та драгунів, 1 632 козаки Острогозького та Сумського полків на чолі з полковником Ів. Дзиковським.

## Перебіг битви
11 червня військо П. Дорошенка та Алша-мурзи почало переправлятися через Ворсклу — за десять верст від московського табору. Відбулись перші сутички зі сторожовими загонами царського війська. Також двом московитам вдалося втекти з татарського полону. Вони прибігли до табору Гр. Ромодановського та повідомили, що «крымской де хан со всею ордою пришед на Орель и будет к Дорошенку на помочь тотчас».

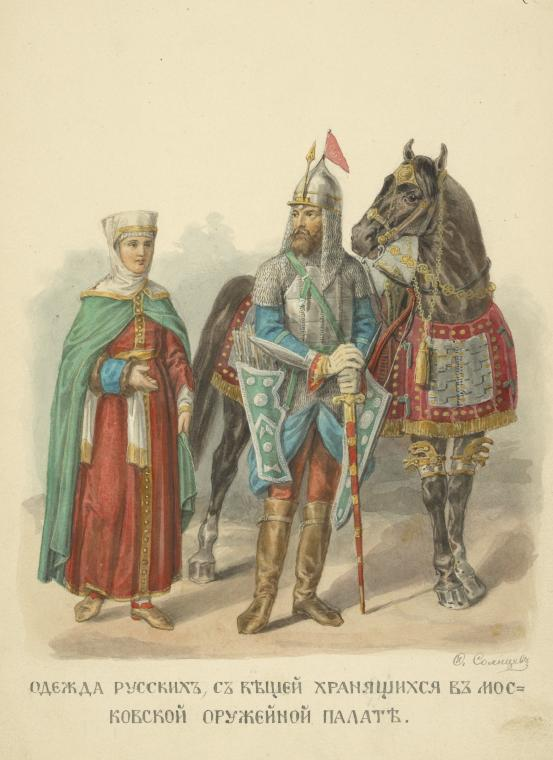
Московський воїн помісної кінноти XVII ст. Малюнок 1869 року

Довідавшись про наближення хана (ця інформація не відповідала дійсності), московський воєвода вирішив зняти облогу з Котельви. У ніч на 12 червня московська армія збудувала вагенбург (табір з возів) та почала рух на північ — у бік Охтирки. Козаки та татари не наважилися на нічну атаку.
За ніч московити пройшли сім верст, дійшовши до села Хухри. На світанку вони почали переправлятися через однойменну річку. У цей момент їх з півдня атакували козацькі полки та татарські чамбули. Запеклий бій, за словами московського воєводи, тривав понад п’ять годин. Зрештою, московитам вдалося переправитися на правий берег. Слідом за ними переправилися і війська П. Дорошенка та Алша-мурзи. Вони вдруге атакували, спробувавши відрізати ар’єргард московської армії від основних сил. Ромодановському довелося перегрупувати військо, відправивши на «задні полки» воєводу П. Скуратова. Московити відбили всі атаки. Воєвода згодом звітував, що захопив два козацькі прапори та взяв у полон двох сердюків-молдаван.
Царські війська продовжили рух та почали переправу через річку Криничну (Мошенку) — за дві версти від Хухри. Ромодановський наказав переправлятися «обозом» — не покидаючи вагенбург. Козаки та татари цього разу вирішили перевірити на міцність авангард московського війська — обійшли верхів’я річки та атакували з правого берега. Почався третій за день запеклий бій. Згідно з донесенням Ромодановського, сили Дорошенка та Алша-мурзи провели три атаки — у кінному та пішому строю («учинили три напуска и приступы жестокие»), проте не змогли прорвати оборону.
Четвертий бій відбувся «за годину до ночі». Козацька піхота зайняла позиції на лівому березі Ворскли, козацька кіннота та татари атакували «зі степу» — з району села Велике Озеро. Бій тривав три години, але спроби затиснути московське військо у кліщі не мали успіху.
У ніч на 13 червня Дорошенко та Алша-мурза підійшли до околиці Охтирки. Там вони вп’яте спробували розгромити військо Ромодановського. Цього разу московський воєвода вирішив не відсиджуватися за возами, а вивів частину війська в поле. Московити знову відбили козацько-татарський наступ. Зрозумівши, що оборону князя не прорвати, Дорошенко та Алша-мурза відійшли у бік Котельви. Ромодановський вступив до Охтирки.

## Результат битви
Обидві сторони заявили про свою перемогу. Григорій Ромодановський негайно відправив посланця у Москву зі звісткою про щасливий відхід до Охтирки та перемогу над козаками та татарами. Водночас, коломенський воєвода Ф. Греков писав царю, що Ромодановського Дорошенко та татари «с обозу збили и Котелву очистили», маючи на увазі деблокаду міста та відступ московитів.
Сам гетьман П. Дорошенко згодом писав, що його метою було звільнити Котельву від облоги. Забезпечивши деблокаду і відхід ворога, він «за боярином дале не пошел».
До західної преси дійшли чутки про розгром московитів та навіть захоплення Ромодановського в полон. Про це, зокрема, написала брюссельська газета «Relations veritables». А ліонська «Gazette» стверджувала, що «татари за Дніпром перемогли московитів, а козаки облягають Білу Церкву».
Якщо оцінювати результати битви об’єктивно, то варто зазначити, що Дорошенку та Алша-мурзі вдалося зняти облогу з Котельви та примусити московське військо до відступу за межі Гетьманщини. Водночас, московити уникли розгрому.
Обидві сторони зазнали значних втрат у запеклих боях. Втрати Бєлгородського полку за весь похід улітку-восени 1668 року, згідно з документами, склали 276 убитих, 141 зниклого безвісти, 87 полонених і 1 386 поранених. Втрати козаків і татар невідомі, але, ймовірно, були більшими.

## Наслідки
16 червня козацько-татарське військо виступило з-під Котельви на Слобідську Україну. П. Дорошенко намагався підняти там нове повстання проти московської влади. На бік гетьмана перейшли козаки у Мерефі, у той же час — міста Колонтаїв і Красний Кут здаватися відмовились. Повстання спалахнуло у Печенігах, місцеві козаки намагалися захопити Чугуїв, але були розбиті військом харківського полковника Ф. Ріпка.
Дорошенко та Алша-мурза стали табором біля Ромнів та відправили частину війська у рейд на Глухів та прикордонні московські війська. 21 червня татари та козаки на чолі з Муратша-мурзою та Ів. Бугаєм зняли облогу з Глухова, змусивши відійти московського воєводу Гр. Куракіна. Таким чином, всі московські сили вторгнення були витіснені за межі Гетьманщини. Проте 3 — 6 липня татарсько-козацькі війська зазнали нищівної поразки під Севськом. Позбувшись підтримки татар, П. Дорошенко 8 липня відступив на Правобережжя, залишивши на Лівобережжі наказним гетьманом Д. Многогрішного.